# Roger Neilson
Roger Paul Neilson, född 16 juni 1934 i Toronto, Ontario, död 21 juni 2003, var en kanadensisk ishockeytränare.
Neilson tränade NHL-lagen Toronto Maple Leafs, Buffalo Sabres, Vancouver Canucks, Los Angeles Kings, New York Rangers, Florida Panthers, Philadelphia Flyers samt Ottawa Senators mellan åren 1977 och 2002.
Roger Neilsons främsta meriter som tränare är då han ledde ett nederlagstippat Vancouver Canucks till Stanley Cup-final 1982 samt då han vann Presidents' Trophy med New York Rangers säsongen 1991–92.
Neilson valdes in i Hockey Hall of Fame 2002.

## Tränarstatistik
M = Matcher, V = Vinster, F = Förluster, O = Oavgjorda, ÖF = Förluster på övertid, P = Poäng
| Lag                 | År      | Grundserie | Grundserie | Grundserie | Grundserie | Grundserie | Grundserie | Grundserie               | Slutspel                        |
| Lag                 | År      | M          | V          | F          | O          | ÖF         | Poäng      | Resultat                 | Resultat                        |
| ------------------- | ------- | ---------- | ---------- | ---------- | ---------- | ---------- | ---------- | ------------------------ | ------------------------------- |
| Toronto Maple Leafs | 1977/78 | 80         | 41         | 29         | 10         | –          | 92         | 3:a i Adams Division     | Förlorade i tredje rundan       |
| Toronto Maple Leafs | 1978/79 | 80         | 34         | 33         | 13         | –          | 81         | 3:a i Adams Division     | Förlorade i andra rundan        |
| Buffalo Sabres      | 1980/81 | 80         | 39         | 20         | 21         | –          | 99         | 1:a i Adams Division     | Förlorade i andra rundan        |
| Vancouver Canucks   | 1981/82 | 5          | 4          | 0          | 1          | –          | 9          | 2:a i Smythe Division    | Förlorade i Stanley Cup-finalen |
| Vancouver Canucks   | 1982/83 | 80         | 30         | 35         | 15         | –          | 75         | 3:a i Smythe Division    | Förlorade i första rundan       |
| Vancouver Canucks   | 1983/84 | 48         | 17         | 26         | 5          | –          | 39         | 3:a i Smythe Division    | –                               |
| Los Angeles Kings   | 1983/84 | 28         | 8          | 17         | 3          | –          | 19         | 5:a i Smythe Division    | –                               |
| New York Rangers    | 1989/90 | 80         | 36         | 31         | 13         | –          | 85         | 1:a i Patrick Division   | Förlorade i andra rundan        |
| New York Rangers    | 1990/91 | 80         | 36         | 31         | 13         | –          | 85         | 2:a i Patrick Division   | Förlorade i första rundan       |
| New York Rangers    | 1991/92 | 80         | 50         | 25         | 5          | –          | 105        | 1:a i Patrick Division   | Förlorade i andra rundan        |
| New York Rangers    | 1992/93 | 40         | 19         | 17         | 4          | –          | 42         | 6:a i Patrick Division   | –                               |
| Florida Panthers    | 1993/94 | 84         | 33         | 34         | 17         | –          | 83         | 5:a i Atlantic Division  | –                               |
| Florida Panthers    | 1994/95 | 48         | 20         | 22         | 6          | –          | 46         | 5:a i Atlantic Division  | –                               |
| Philadelphia Flyers | 1997/98 | 21         | 10         | 9          | 2          | –          | 22         | 2:a i Atlantic Division  | Förlorade i första rundan       |
| Philadelphia Flyers | 1998/99 | 82         | 37         | 26         | 19         | –          | 93         | 2:a i Atlantic Division  | Förlorade i första rundan       |
| Philadelphia Flyers | 1999/00 | 82         | 45         | 22         | 12         | 3          | 105        | 1:a i Atlantic Division  | Förlorade i tredje rundan       |
| Ottawa Senators     | 2001/02 | 2          | 1          | 1          | 0          | 0          | 2          | 3:a i Northeast Division | –                               |
| Totalt              | Totalt  | 1000       | 460        | 378        | 159        | 3          | 1082       |                          |                                 |